# Mehdi Attouchi
Mehdi Attouchi (en arabe : مهدي عطوشي), né le 27 février 1995 à Casablanca (Maroc) est un footballeur marocain évoluant dans le club de l'Olympique de Safi. Il joue au poste de défenseur.

## Biographie
Mehdi Attouchi naît à Casablanca et intègre le centre de formation du Raja de Casablanca. Il commence sa carrière professionnelle en 2014. Ayant fait seulement trois apparitions sous les couleurs du Raja, il est prêté pour une saison au Rachad Bernoussi.
Le 7 juillet 2017, il signe un contrat de quatre ans à l'Olympique de Safi. Le 7 novembre 2020, il prolonge son contrat de deux ans,.